# Gandalf
Gandalf – postać ze stworzonej przez J.R.R. Tolkiena mitologii Śródziemia, jeden z głównych bohaterów powieści Hobbit, czyli tam i z powrotem i Władca Pierścieni. Jest czarodziejem, jednym z Istarich, którzy przybyli do Śródziemia w Trzeciej Erze.

## Życiorys

### W Amanie
Gandalf był jednym z Majarów o imieniu Olórin. Uchodził  za  najmądrzejszego wśród Majarów mieszkających w Amanie, przebywał często w Lórien, wiele wędrował i nierzadko odwiedzał dom Nienny – od niej to nauczył się cierpliwości, spokoju oraz umiłowania dla wszystkich istot zamieszkujących Ardę. Olórin bardzo kochał Quendich, także tych przebywających w Śródziemiu. Przebywał wśród nich w postaci niewidzialnej lub przybierał postaci jednego z nich, dzięki temu Pierworodni nie wiedzieli, skąd pochodzą wizje oraz pomysły, które do nich wtedy przychodziły.
Na naradzie Valarów jego kandydaturę do udania się do Śródziemia zgłosił sam Manwë, a poparła go Varda. Olórin uważał się za zbyt słabego do takiego zadania, bał się także Saurona. To tylko utwierdziło Manwëgo w jego postanowieniu.

### Śródziemie
Przybył do Śródziemia w Trzeciej Erze około roku 1000; w podobnym czasie przybyli też inni Mędrcy, co najmniej czterech: Curunir (Saruman), Aiwendil (Radagast) oraz Alatar i Pallando. Wysłali ich, za radą Eru, Władcy Zachodu, by służyli radą i pomocą tym, którzy sprzeciwiali się woli Saurona.
Wszyscy przypływali do Szarych Przystani, którymi władał Círdan. Rozpoznał on siłę i wytrwałość Olórina, dlatego wręczył mu, przechowywaną dotychczas przez niego, Naryę – jeden z Trzech Pierścieni. Tego daru zazdrościł mu Saruman.

### Biała Rada
Gandalf wcześniej niż inni zaczął podejrzewać, że ciemności wokół Dol Guldur mają związek z powracającym Sauronem. Udał się tam w roku 2063 TE, powodując jednocześnie wycofanie się złych sił. Mimo to Sauron wrócił (w 2460 TE) „z większymi siłami”. W odpowiedzi na to trzy lata później zwołano Białą Radę, której przewodniczącym został Saruman. Galadriela widziała w tej roli Gandalfa, on sam jednak odmówił objęcia tego urzędu, nie chcąc, by go krępował. Zwiększający się cień cały czas niepokoił Gandalfa, dlatego ponownie udał się do Dol Guldur w 2850 r. TE i odkrył, że jej panem jest sam Sauron. Wtedy też spotkał Thráina i otrzymał od niego klucz do Ereboru. Mimo to Rada nie zdecydowała się na atak, głównie za sprawą Sarumana. Zrobiła to dopiero w roku 2941 TE.

### Wyprawa do Ereboru

Runa „G” używana przez Gandalfa jako znak rozpoznawczy

Gandalf martwił się brakiem silnego przeciwnika dla Saurona na Północy, w okolicach Dale. Dodatkowo pogarszał sprawę  Smaug żyjący pod Samotną Górą. Przypadkowo spotkał (15 marca 2941 r. TE) w karczmie w Bree Thorina Dębową Tarczę, wygnanego dziedzica Ereboru. Uznał wtedy, że może, pomagając mu, rozwiązać także swój problem. Przekonał go później, żeby zamiast wyprawy wojennej przeciwko smokowi zorganizował  „ukradkiem“ małą wyprawę i żeby zabrał ze sobą Bilba Bagginsa, hobbita.
Mieszkańcy Shire już wcześniej przyciągnęli uwagę Olorina. Pomagał im przeżyć Długą Zimę, która przyszła w roku 2758 TE. Docenił wtedy „ich męstwo i ofiarność, jaką wobec siebie wykazywali”.
Zaaranżowane przez Gandalfa spotkanie kompanii odbyło się 26 kwietnia w norce Bilba. Wtedy Thorin zgodził się przyjąć hobbita do kompanii, pod warunkiem, że dołączy do nich także Gandalf. Czarodziej przekonał do tego pomysłu także samego Bilba. Podczas tej wyprawy Gandalf znalazł pośród skarbów trolli, swój miecz Glamdring.
Dzięki Gandalfowi towarzysze znaleźli bezpieczne schronienie w Rivendell, uciekli goblinom z Gór Mglistych oraz zostali przyjęci przez Beorna. Opuścił ich przed wejściem do Mrocznej Puszczy. Nie ujawnił im, że musiał w tym czasie walczyć wraz z Białą Radą z Sauronem w Dol Guldur.
Gandalf powrócił w momencie, kiedy krasnoludy miały rozpocząć walkę z elfami i ludźmi o skarb Smauga, akurat aby jej zapobiec. Po Bitwie Pięciu Armii wrócił z Bilbem do Shire.

### Przed Wojną o Pierścień
W roku 2956 TE Gandalf spotkał Aragorna, co dało początek ich przyjaźni.
Na pożegnalnym przyjęciu Bilba, w jego 111 urodziny (w roku 3001 TE), pomógł mu opuścić Shire i zostawić, zdobyty pod Górami Mglistymi, pierścień Frodowi. Jednak zachowanie hobbita zaniepokoiło Gandalfa (nazwanie pierścienia „moim skarbem“ tak, jak wcześniej Gollum i Isildur), dlatego z pomocą Strażników Północy, rozpoczął ochronę Shire oraz Froda, którego od 3004 do 3008 r. TE często odwiedzał w tajemnicy. Jednocześnie cały czas szukał z Aragornem informacji o Gollumie i jego pierścieniu. W roku 3017 TE odczytał w Minas Tirith stare zwoje Isildura. Wtedy Gandalf zaczął uzmysławiać sobie, że pierścień hobbita jest Jedynym Pierścieniem.
13 kwietnia 3018 r. TE Gandalf przekazał Frodowi swoje odkrycia, potwierdzając je ukazaniem się na pierścieniu napisu. Był zaskoczony postanowieniem hobbita o opuszczeniu Shire. Później pomagał mu wszystko przygotować. Po dwóch miesiącach niespodziewanie wyruszył w drogę, mówiąc, że szybko wróci. Nie stało się tak, ponieważ 10 lipca został podstępem zwabiony i uwięziony w Orthanku przez zdrajcę Sarumana. Udało mu się uciec dzięki pomocy orła Gwaihira, który poniósł go do Rohanu. Tam kazano mu odejść, mógł jednak wybrać sobie jednego konia. Wybrał Cienistogrzywego, którego obłaskawił.

### Drużyna Pierścienia
Gandalf brał udział w Radzie u Elronda, podczas której przedstawił innym uczestnikom historię Jedynego i przekazał informację o zdradzie Sarumana. Przewodził Drużynie Pierścienia. Przekonał także Elronda, by włączyć do niej Pippina i Merry’ego.
Drużyna musiała przekroczyć Góry Mgliste. Po nieudanej próbie przejścia Przełęczą Czerwonego Rogu, zdecydowali się na przeprawę pod górami, przez kopalnię Morię. Uciekając stamtąd musieli walczyć z orkami i trollami. Niestety 15 stycznia 3019 r. TE na moście Khazad-dûm zaatakowała ich Zguba Durina, Balrog. Stawił mu czoła Gandalf, który, by go powstrzymać, zniszczył most, na którym stał przeciwnik. On jednak zdążył zaczepić biczem o kolano czarodzieja i spadł wraz z nim w przepaść. Jak czarodziej opowiadał, spadali bardzo długo, a później walczyli w głębinach ziemi. Dotarli tak do Nieskończonych Schodów, a nimi (23 stycznia) na szczyt Zirakzigil. Tam walczyli przez trzy dni, a 25 (lub według innej chronologii 26) stycznia Gandalf zrzucił Balroga, który zginął, niszcząc zbocze góry. Później czarodziej sam umarł.

### Gandalf Biały
O tym, co się działo później, Gandalf powiedział:

[…] ogarnęła mnie ciemność, przestałem myśleć i straciłem rachubę czasu. Wędrowałem daleko drogami, o których nic wam nie powiem.

W końcu został jednak wysłany z powrotem do Śródziemia, jako Gandalf Biały. 17 lutego odnalazł go Gwaihir i zabrał do Lórien.
Gandalf później udał się do lasu Fangorn, gdzie spotkał Gimlego, Legolasa i Aragorna. Razem przybyli 2 marca do Edoras. Tam czarodziej uzdrowił króla Théodena i uwolnił go od sługi Sarumana Grímy. Pod koniec Bitwy o Rogaty Gród przybył wraz z oddziałem Erkenbranda oraz „lasem” huornów, co przesądziło o zwycięstwie wojsk Rohanu. Później wraz z królem udał się do Isengardu, zaatakowanego przez entów. Złamał różdżkę Sarumana, wykluczając go jednocześnie z bractwa Istarich oraz z Białej Rady.
Do Minas Tirith Gandalf przybył 9 marca, aby pomóc miastu w obronie. Wziął ze sobą Pippina, aby oddzielić go od palantíra Sarumana, który hobbit próbował zabrać. Czarodziej ocalił Faramira, syna władcy miasta Denethora, który wracał atakowany przez Nazgûle. Dowodził także obroną miasta w czasie Bitwy na polach Pelennoru. Kiedy zniszczono główną bramę do miasta, sam na Cienistogrzywym przeciwstawił się Czarnoksiężnikowi z Angmaru. Wódz Nazgûli musiał jednak wrócić na pole bitwy, z powodu przybyłej wtedy armii Rohanu. Gandalf także musiał zająć się czymś innym. Został poproszony przez Pippina o uratowanie Faramira ze stosu pogrzebowego Denethora, co mu się udało.
Gandalf z Aragornem poprowadził wojsko na ostateczne starcie z Sauronem pod Czarną Bramą, aby odciągnąć jego uwagę od Froda. Podczas rozmowy przed bitwą nie przyjął warunków Rzecznika Saurona, który pokazał im przedmioty Froda. Po zniszczeniu Pierścienia wysłał orły, aby uratowały Froda i Sama.
Po zakończeniu Wojny o Pierścień koronował Aragorna, jako króla Elessara oraz pomógł mu odnaleźć szczepkę Białego Drzewa Gondoru. Odprowadził Hobbitów do granicy Shire i udał się na spotkanie z Tomem Bombadilem. 29 września 3021 r. TE odpłynął za Morze z Frodem i Bilbem oraz Galadrielą i Elrondem.

## Imiona
Wiele mam imion w wielu różnych krajach – mawiał [Gandalf]. – Mithrandirem jestem wśród elfów, Tharkûnem u krasnoludów, Olórinem byłem w niepamiętnych już czasach młodości w kraju na Zachodzie; na południu zwą mnie Incánusem, a na północy Gandalfem, na wschód zaś nigdy nie wędrowałem.

Gandalf ma być angielskim odpowiednikiem imienia w języku westron, znaczącego „Elf Różdżki”, które zostało mu nadane na północy przez mieszkańców Dale. Nadano mu takie imię, ponieważ ludzie błędnie uważali go za elfa lub też kojarzyli go z nimi, wiedząc o jego bliskich kontaktach z tym ludem.
Quenejskim imieniem Gandalfa był Olórin. Istnieją dwie możliwe jego etymologie: od słowa olor, które oznacza ‘marzenie, wytwór wyobraźni’ lub od olo-s ‘wizja, fantazja’. Tak nazywali go elfowie w Valinorze i to oni je mu nadali lub przetłumaczyli na swój język jego wcześniejsze imię.
Mithrandir znaczy w sindarinie ‘Szary Pielgrzym’ lub ‘Szary Wędrowiec’ (mith ‘szary’ + rhandir ‘pielgrzym, wędrowiec’). To imię było używane głównie przez elfów w Śródziemiu, a także w Gondorze i Arnorze.
Jego krasnoludzkie imię Tharkûne znaczy dosłownie ‘Laska-człowiek’, czyli ‘Człowiek z laską’.
Mówiąc o swoim imieniu „na południu“ Gandalf miał prawdopodobnie na myśli Bliski I Daleki Harad. Imię Incánus byłoby zaadaptowanym do quenejskiego słowem z mowy Haradrimów, znaczącym ‘Szpieg Północy’ (Inkā + nūs).

## Inspiracje
Humphrey Carpenter w biografii z roku 1977 napisał, że w roku 1911 Tolkien, przebywając na wakacjach w Szwajcarii, kupił kilka kartek pocztowych z reprodukcjami obrazów. Wśród nich znalazła się praca niemieckiego artysty J. Madelnera Der Berggeist (‘Duch Gór’), przedstawiająca starszego mężczyznę siedzącego na skale, pod sosną. Miał on białą długą brodę, ubrany był w kapelusz z szerokim rondem i długi czerwony płaszcz. Rozmawiał z białym młodym jelonkiem, który obwąchiwał jego wyciągniętą rękę.  W tle widoczne były wysokie skaliste góry. Tolkien pieczołowicie zachował tę pocztówkę, a na kopercie, w którą była zapakowana, dużo później napisał „Origin of Gandalf” (‘Pierwowzór Gandalfa’).
Carpenter nie miał jednak w pełni racji. Przede wszystkim autorem tego obrazu był Josef Madlener, a nie J. Madelner. Dodatkowo, jak wykazał Manfred Zimmermann, Tolkien nie mógł jej kupić będąc w Szwajcarii w 1911 r. Córka malarza, w wywiadzie stwierdziła, że ojciec namalował ten obraz nie przed 1925 lub 1926 r., a pocztówka została wydana pod koniec lat dwudziestych. Potwierdza to styl obrazu pasujący do innych prac z okresu 1925-1930.

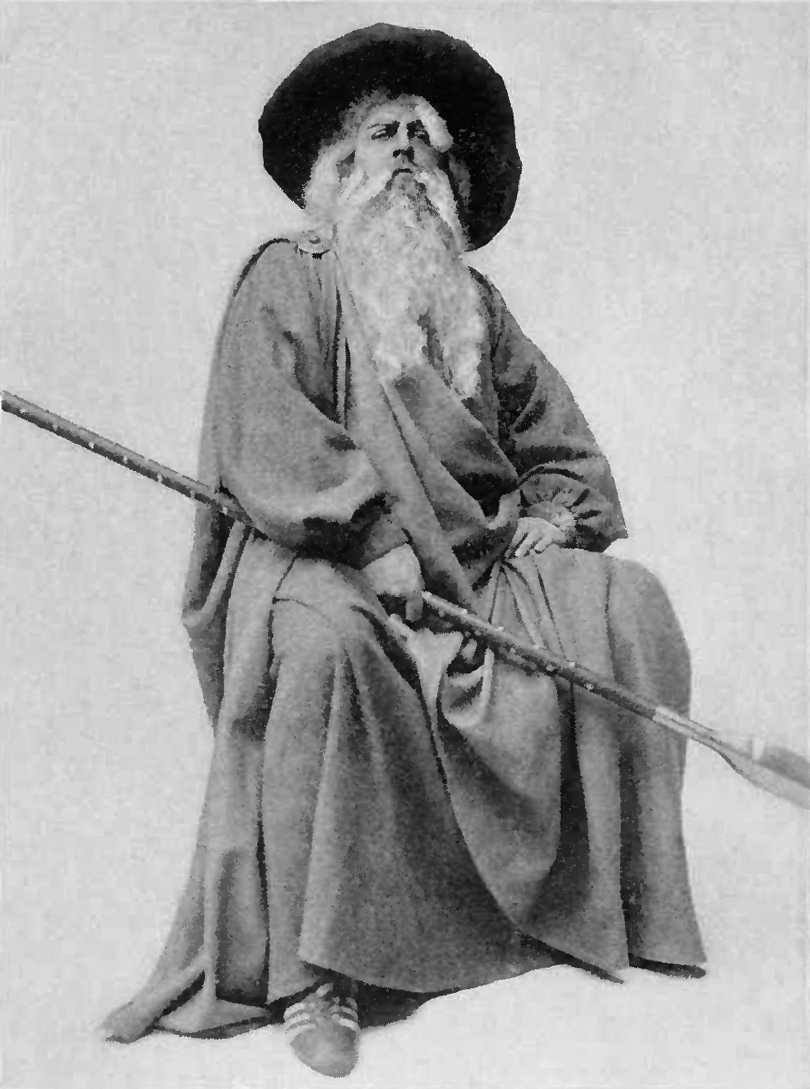
Odyn w stroju wędrowca, ilustracja z 1914

W jednym z listów Tolkien wspomniał, że wyobraża sobie Gandalfa, jako „mającego coś z Odyna wędrowca“. Na to podobieństwo zwraca uwagę Marjorie Burns w artykule Gandalf and Odin:

[…] najbardziej charakterystyczne cechy Gandalfa – jego kapelusz, broda, laska i upodobanie do wędrowania [są] tym, co najbardziej widać u Odyna, kiedy opuszcza Asgard i wędruje w przebraniu przez tereny zamieszkane przez ludzi, śródziemie Północnej mitologii. Podczas tych ziemskich podróży Odyn nie pojawia się jako srogie i groźne bóstwo czy spragniony krwi bóg wojny, ale raczej jako siwobrody starzec, który chodzi o lasce, nosi kaptur lub płaszcz (zazwyczaj niebieski) i kapelusz o szerokim rondzie.

Imię Gandalf Tolkien zaczerpnął (wraz z większością imion krasnoludów z Hobbita) z fragmentu zwanego Dvergatal (‘Rejestr karłów’) ze staronordyjskiego poematu Völuspá, będącego częścią Eddy starszej (lub Eddy poetyckiej). Pojawia się ono tam jako Gandálfr. Pierwsza część tego imienia (gandr) znaczy ‘coś zaczarowanego, przedmiot używany przez czarodziejów’ lub nawet ‘różdżka, laska’, a druga (álfr) – ‘elf’. Tak więc całe imię może znaczyć ‘elf różdżki’ lub ‘elf czarnoksiężnik’.
T.A. Shippey sugeruje, że Tolkiena mogła zastanowić obecność tego imienia wśród imion karłów.

Co na przykład robi na liście «Gandálfr», skoro drugim członem imienia jest wyraźnie álfr, «elf», istota według przekazów całkowicie odmienna od karłów czy krasnoludów? […] [P]ojawia się ono [imię Gandálfr] w Dvergatal, stąd wniosek, że między karły musiał się jakoś zaplątać czarodziej. Czy to możliwe, że powodem zachowania Dvergatal był fakt, że stanowił on blaknący zapis czegoś, co ongiś się wydarzyło, jakiegoś wielkiego wydarzenia w nieludzkiej mitologii, w jakiejś Odysei karłów?

Możliwe, że Tolkien pragnął, tworząc historię z Hobbita, podać wyjaśnienie takiego stanu rzeczy.
Imię Gandalf nosił także legendarny norweski król Gandalf Alfgeirsson, występujący w sadze Heimskringla, w części mówiącej o dziejach Halfdana Czarnego.

## Upamiętnienie
Nazwy związane z Gandalfem nadano:
- wzgórzom na powierzchni Tytana[49],

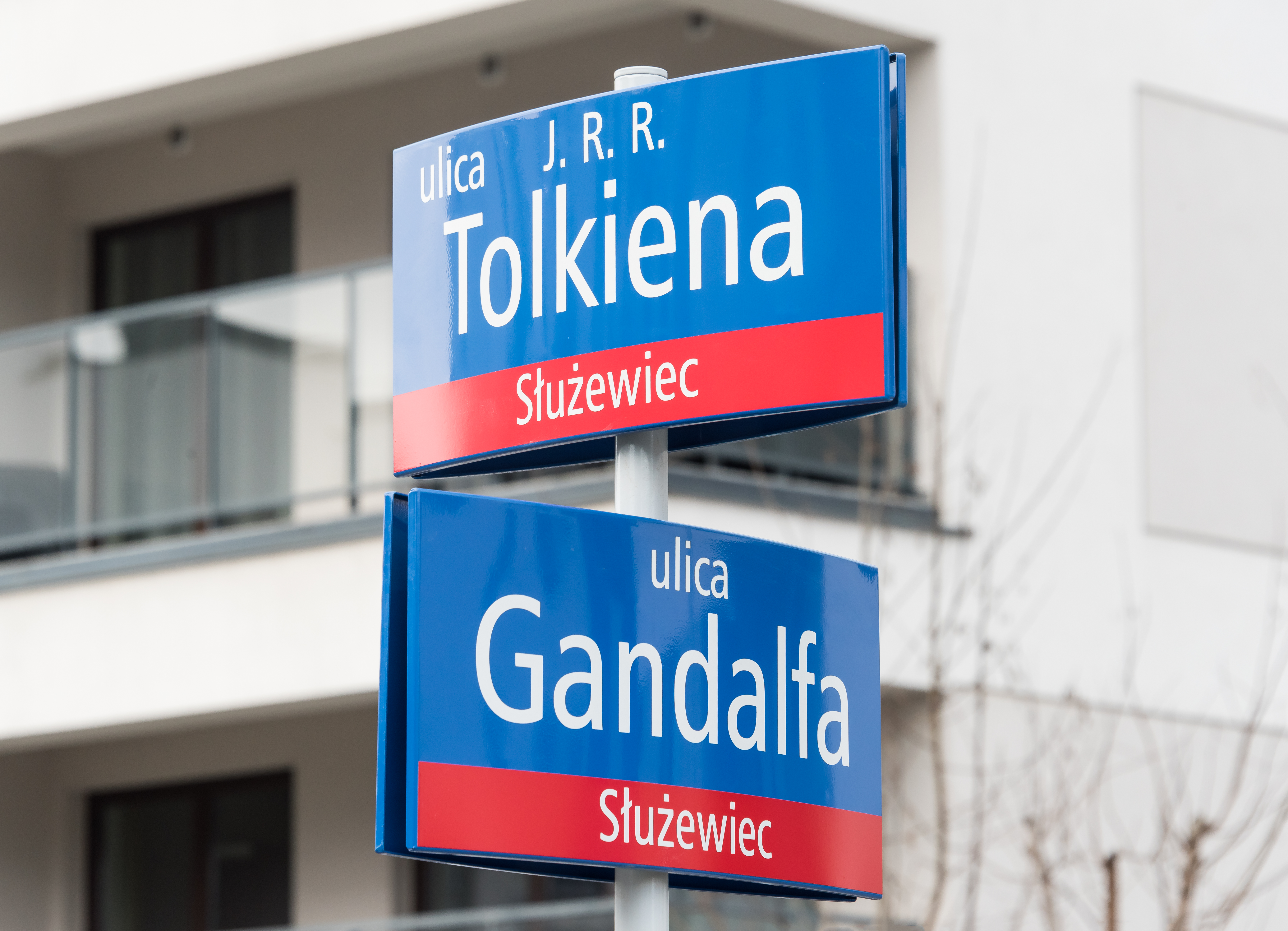
Tablice Miejskiego Systemu Informacji na skrzyżowaniu ulic Tolkiena i Gandalfa w Warszawie

- górze należącej do Gór Nadbrzeżnych[50],
- gatunkowi płazińców − Gandalfia[51],
- gatunkowi krabów − Gandalfus[52],
- ulicy w osadzie Osiedle Wilga[53],
- ulicy we wsi Żabokliki[54],
- ulicy w dzielnicy Mokotów w Warszawie[55].